# Aristolau
Aristolau (en llatí Aristolaus, en grec antic Ἀριστόλαος), fou un pintor gec, fill i deixeble de Pàusies probablement nascut a Sició, que va florir a l'Olimpíada 118, o sigui cap a l'any 308 aC.
Plini el Vell diu que era un pintor molt auster. Va mirar de millorar una obra del seu pare, "El sacrifici dels bous". Segons Plini, les obres d'Aristolau representaven herois i personatges famosos: Teseu, Pèricles, Epaminondes, Medea, i paisatges i gent dels demos àtics.